# Jorge Vega
Jorge Alberto Vega López, né le 15 juillet 1995 à Jocotenango (Guatemala), est un gymnaste guatémaltèque.
Il remporte le titre au sol lors des Jeux panaméricains de 2015 à Toronto.